# Očigrije
Očigrije je naseljeno mjesto u gradu Bihaću, Federacija Bosne i Hercegovine, BiH.

## Zemljopis
Nalazi se na lijevoj strani ušća Unca u Unu kod Martina Broda. Uz Unac mu je kraća strana a više se pruža uz Unu. Na jug se pruža do šume i pašnjaka Uvala, a na istoku je planina Zagorje. Dio uz Unu je plodno zemljište, ostali dio je kamenita neplodna plećina. Izvora nema. Naselje je razbijenog tipa iz dva dijela, Namastir (Župa) i Očigrije.

## Povijest
U Očigrijama ima jedna gradina i jedna crkvina.
Do potpisivanja Daytonskog mirovnog sporazuma bilo je u sastavu općine Drvar.

## Stanovništvo

### 1991.
Nacionalni sastav stanovništva 1991. godine, bio je sljedeći:
ukupno: 54
- Srbi - 54

### 2013.
Nacionalni sastav stanovništva 2013. godine, bio je sljedeći:
ukupno: 2
- Srbi - 2